# Sigurd Rasmussen
Sigurd Rasmussen (1º febbraio 1892 – 27 settembre 1974) è stato un calciatore norvegese, di ruolo centrocampista.

## Carriera

### Club
Rasmussen giocò con la maglia del Frigg.

### Nazionale
Conta 4 presenze per la Norvegia. Esordì il 3 settembre 1912, nella sconfitta per 4-2 contro la Svezia.

## Palmarès

### Club

#### Competizioni nazionali
- Coppa di Norvegia: 1

Frigg: 1914